# The Elder Scrolls IV: Knights of the Nine
『The Elder Scrolls IV: Knights of the Nine』(ジ・エルダー・スクロールズ・フォー・ナイツ・オブ・ザ・ナイン) は、ロールプレイングゲーム『The Elder Scrolls IV: Oblivion』の拡張パック。2006年10月17日に発表され、同年11月21日に北米でリリースされた。この拡張パックはBethesda Game Studiosが開発し、北米ではベセスダ・ソフトワークスが、ヨーロッパではUbisoftと共同で、日本ではスパイクから発売された。なお、日本のPlayStation 3版とXbox 360版では本編に同梱されているため、『Knights of the Nine』だけをDLCとして購入することはできない。

## 内容
追加されるクエストの総時間は10〜20時間。報酬として、強力なアイテム群(装備一式)が提供される。クエストの目的は聖騎士の遺物として知られている道具一式を取り戻すこと。アイテムはひとつだけではなく、高い能力を持つ武器と防具一式で構成されている。任務を授かるには、まずシロディール各地に散らばる九柱の神の神殿にすべて巡礼する必要がある。
『Knights of the Nine』のクエストは、キャラクターが善良(Infamy = 0)でなければ継続できず、犯罪や殺人のような不名誉を為してはならない。もし犯罪行為を行った際はBountyを0にし、神殿を巡回してInfamyを0にしなければならない。善の道を進むかぎり、発見した遺物はそのまま使用できる。プレイヤーがクエストを遂行するうちに、忠誠を誓う人々がはじめ荒れ果てていた騎士団の建物に集まりはじめ、コミュニティを形成して、騎士団は過去の栄光を取り戻してゆく。

## 評価
『Knights of the Nine』は、ゲームメディアから概ね好評を得た。レビュー収集サイトのMetacriticでは、PC版が100点中81点という評価を受けている。